# ووهیمانگا
ووهیمانگا (به لاتین: Vohimanga) یک منطقهٔ مسکونی در ماداگاسکار است که در Bekily District واقع شده‌است.
 ووهیمانگا  ۹٬۰۰۰ نفر جمعیت دارد و ۵۶۵ متر بالاتر از سطح دریا واقع شده‌است.